# 埃克塞特 (新罕布什尔州)
埃克塞特（英語：Exeter）位于新罕布什尔州羅京安郡，1997年以前一直是该县县城。根据2020年美國人口普查数据，该镇人口為16,049人。
「埃克塞特」一詞常用做指镇上的菲利普斯埃克塞特学院。该学校与安多佛菲利普斯学院有百余年的竞争历史，并成为两所美国最顶尖的私立高中。

## 著名人物
- 刘易斯·卡斯：第22任美国国务卿
- 丹·布朗：《達文西密碼》一書的作者
- 克里斯·卡本特：著名棒球运动员